# RTL Grupa
RTL Grupa je vodeća paneuropska TV i radio grupa koju čine 58 televizijske postaje i 31 radiostanice u 10 zemalja. U proizvodnji sadržaja i pravima, RTL Grupa je globalni produkcijski lider s godišnjom proizvodnjom od 300 programa te više od 8 500 sati sadržaja proizvedenih u 40 zemalja. Osim toga, RTL Grupa je i najveća distribucijska kuća izvan SAD-a s pravima s više od 19 000 programskih sati za 150 zemalja diljem svijeta.
RTL Grupa zapošljava 9.263 zaposlenika (2016.) i u većinskom je vlasništvu Bertelsmann-a (75,1%).

## Televizijski kanali početkom 2020. godine
| Luksemburg | RTL Télé Lëtzebuerg | Njemačka | RTL Television | Nizozemska | RTL 4             | Mađarska   | RTL Klub            |           |
| Luksemburg | Club RTL            | Njemačka | VOX            | Nizozemska | RTL 5             | Mađarska   | RTL II              |           |
| Luksemburg | RTL 9               | Njemačka | RTL II         | Nizozemska | RTL 7             | Mađarska   | Cool TV             |           |
| Luksemburg | Den 2. RTL          | Njemačka | Nitro          | Nizozemska | RTL 8             | Mađarska   | Film+               |           |
| Francuska  | M6                  | Njemačka | Super RTL      | Nizozemska | RTL Z             | Mađarska   | RTL Gold            |           |
| Francuska  | M6 Boutique & Co    | Njemačka | Toggo Plus     | Nizozemska | RTL Crime         | Mađarska   | RTL+                |           |
| Francuska  | Paris Première      | Njemačka | n-tv           | Nizozemska | RTL Lounge        | Mađarska   | Sorozat+            |           |
| Francuska  | RTL9                | Njemačka | RTLplus        | Nizozemska | RTL Telekids      | Mađarska   | Muzsika TV          |           |
| Francuska  | Série Club          | Njemačka | RTL Crime      | Hrvatska   | RTL               | Mađarska   | RTL Spike           |           |
| Francuska  | Téva                | Njemačka | RTL Living     | Hrvatska   | RTL               | Španjolska | Antena 3 (18.65%)   |           |
| Francuska  | 6ter                | Njemačka | RTL Passion    | Hrvatska   | RTL 2             | Španjolska | laSexta (18.65%)    |           |
| Francuska  | W9                  | Njemačka | Geo Television | Hrvatska   | RTL 2             | Španjolska | Neox (18.65%)       |           |
| Francuska  | M6 Music Hits       | Belgija  | RTL TVI        | Hrvatska   | RTL Kockica       | Španjolska | Nova (18.65%)       |           |
| Francuska  | M6 Music Black      | Belgija  | Club RTL       | Hrvatska   | RTL Kockica       | Španjolska | Atreseries (18.65%) |           |
| Francuska  | M6 Music Club       | Belgija  | Plug RTL       | Hrvatska   | RTL Living        | Španjolska | Mega (18.65%)       |           |
| Francuska  | Gulli               | Belgija  | Plug RTL       | Hrvatska   | RTL Passion       | Španjolska | Mega (18.65%)       |           |
| Francuska  | Tiji                | Belgija  | Plug RTL       | Hrvatska   | RTL Crime         | Španjolska | Mega (18.65%)       |           |
| Francuska  | Canal J             | Belgija  | Plug RTL       | Hrvatska   | RTL Croatia World | Španjolska | Mega (18.65%)       |           |
|            |                     |          |                | Hrvatska   |                   | Španjolska | Mega (18.65%)       | RTL Adria |

## Vanjske poveznice
- RTL Group (eng.)